# メイダン競馬場
メイダン競馬場（メイダンけいばじょうMeydan Racecourse、アラビア語: مضمار ميدان）はアラブ首長国連邦（UAE）・ドバイにある競馬場である。2010年1月28日開場。
2009年まで使用されていたナド・アルシバ競馬場の隣接地に立地。競馬場以外にホテル・ショッピングモール・映画館などを含む複合商業施設「Meydan City」の中核施設となる。
2010年よりドバイワールドカップを始めとするドバイワールドカップミーティングのレースは全て同競馬場で行われる。

## 施設概要

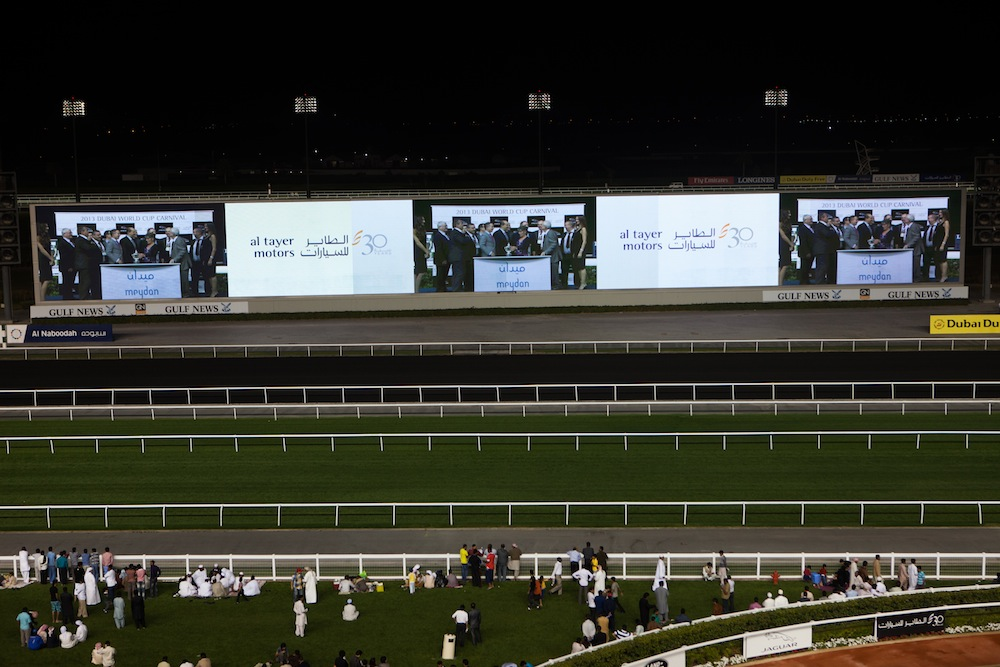
場内ビジョン

2009年まで使用されていたナド・アルシバ競馬場とは異なり、外が芝コースで一周2,400m。内は一周1,750mで当初ダートコースとなる予定だったが、最終的にはオールウェザー馬場の一種である「タペタ」を導入した。
グランドスタンドは約6万人収容で、中にはホテルが併設される。また船着場も併設され、船で直接競馬場に訪れることが可能となる。駐車場はUAEの国鳥であるファルコン（ハヤブサ）を模した作りとなっており、約10,000台を収容する。
場内ビジョンは三菱電機製オーロラビジョンで高さ10.88m、幅107.52m、面積が約1,169.8m2とスポーツ施設の単独1面のものでは世界最大・最長の映像装置である。
しかし、維持費や管理上の問題でオールウェザーコースが数年以内にダートコースへの転向プランが浮上。2014年5月、メイダングループよりダートコースへ転向されることが発表された。

## コース概要

### 芝コース
- 1周2,400m、幅員30m
- フルゲート：16頭（仮柵なしの場合）
- 距離設定: 1,000m（直線） / 1,100m（直線） / 1,200m（直線） / 1,400m / 1,500m / 1,600m / 1,700m / 1,800m / 1,900m / 2,000m / 2,400m / 2,800m / 3,200m[6]
※芝2,410mはドバイシーマクラシックでのみ、3,200mはドバイゴールドカップのみで使用。

### ダートコース
- 1周1,750m、幅員25m
- フルゲート：14頭
- 距離設定: 1,200m / 1,500m / 1,600m / 1,800m / 1,900m / 2,000m
※前述の通り、2014年まではオールウェザー馬場だった。

## 主な競走
- ドバイワールドカップミーティング
  - ドバイワールドカップ
  - ドバイシーマクラシック
  - ドバイターフ
  - ドバイゴールデンシャヒーン
  - ゴドルフィンマイル
  - UAEダービー
  - アルクォズスプリント
  - ドバイカハイラクラシック
  - ドバイゴールドカップ
- スーパーサタデー